# Розширення Європейського Союзу (1995)
Розширення Європейського Союзу у 1995 році приєднало Австрію, Фінляндію і Швецію до Європейського Союзу. Це було четверте розширення ЄС і відбулося воно 1 січня 1995 року. Всі ці держави раніше були членами Європейської асоціації вільної торгівлі та традиційно були менш зацікавлені в приєднанні до ЄС, ніж інші європейські країни. 
Норвегія також вела переговори, щоб приєднатися разом з ними, але вже після підписання договору, членство було відхилено норвезьким електоратом у національному референдумі. Референдум був проведений 27 і 28 листопада 1994, за приєднання проголосувало 47.8 % населення. Швейцарія також подала заявку на членство 26 травня 1992 року, але відкликала її після негативного результату референдуму 6 грудня 1992 року (також була друга негативна спроба шляхом референдуму 4 березня 2001 року).

## Ближчі посилання
Ці три держави, а також Норвегія та Швейцарія (які так і не приєдналися через результати референдуму) почали дивитися на міцніші зв’язки з ЄС (який був Європейським економічним співтовариством (ЄЕС) до 1993 року) наприкінці 1980-х років з трьох основних причин: економічний спад у Європі 1980-х років, труднощі для компаній ЄАВТ з експортом до ЄС та кінець холодної війни.
Після 1970-х років Європа пережила спад, який призвів до того, що лідери запустили Єдиний європейський акт, який мав створити єдиний ринок до 1992 року. Наслідком цього було те, що державам ЄАВТ стало важче експортувати до ЄЕС та підприємствам (включаючи великі корпорації ЄАВТ, таких як Volvo) хотіли переїхати в межах нового єдиного ринку, що погіршило спад для ЄАВТ. Країни ЄАВТ почали обговорювати тісніші зв'язки з ЄЕС, незважаючи на її внутрішню непопулярність.
Нарешті, Австрія, Фінляндія та Швеція були нейтральними в холодній війні, тому членство в організації, що розробляє спільну зовнішню політику та політику безпеки, було б несумісним із цим. Коли цю перешкоду було усунено, бажання продовжувати членство зростало.

## ЄЕС
Однак членство все ще залишалося непопулярним всередині країни, і тодішня ЄЕС також не була зацікавлена в іншому розширення. ЄЕС почала працювати над створенням спільної валюти і не хотіла, щоб чергове розширення відволікало їхню увагу від цього проекту. Президент Комісії Жак Делор запропонував Європейській економічній зоні надати ЄАВТ доступ до внутрішнього ринку ЄС без повноправного членства. Хоча вони не мали б права голосу при створенні законодавства ЄС, його було б легше продати своїм виборцям.
Однак бізнес не погодився з тим, що члени ЄЕЗ будуть рівноправними учасниками єдиного ринку, і інвестиційні потоки не повернулися до нормального стану. Великі виробники в Швеції відіграли важливу роль у просуванні урядової політики до членства, а не залишатися в ЄЕЗ, що експортно орієнтовані галузі визнали недостатнім. Економічний тиск подолав тривалу опозицію з боку соціал-демократичних урядів, які вважали ЄС занадто неоліберальним і небезпечним для скандинавської моделі. Фірми утримувалися в межах Швеції лише завдяки девальвації шведської крони, стратегії, яка була нежиттєздатною в довгостроковій перспективі.
ЄЕЗ було ще більше пошкоджено, оскільки швейцарський електорат проголосував проти. Австрія, Фінляндія, Норвегія та Швеція подали заявку на повне членство в ЄС, і ЄС погодився почати переговори. Зміна поглядів ЄС також була пов’язана з прогнозованим розширенням ЄС на країни переважно Центральної Європи, запрошеним Європейською комісією в 1997 році і в кінцевому підсумку завершеним у 2004 році, а отже, багаті члени ЄАВТ допоможуть збалансувати бюджет ЄС.

## Вступ
30 березня 1994 року завершилися переговори про вступ з Австрією, Швецією, Фінляндією та Норвегією. Їхні договори про приєднання були підписані 25 червня того ж року. Кожна країна провела референдуми щодо вступу, в результаті чого вступили всі, окрім Норвегії (другий референдум якої провалився);
- Австрія (заява подана в липні 1989 р.) - 66,6% за (12 червня 1994 р.)
- Фінляндія (заява подана в березні 1992 року та окремий референдум, проведений на Аландських островах) - 56,9% за (16 жовтня 1994 року)
- Швеція (заява подана в липні 1991 р.) - 52,8% за (13 листопада 1994 р.);
- Норвегія (заява подана в грудні 1992 р.) - 47,8% за (28 листопада 1994 р.)

Австрія, Фінляндія та Швеція стали членами ЄС 1 січня 1995 року. Пізніше того ж року, 17 вересня, у Швеції відбулися вибори до Європейського парламенту для своїх депутатів. Наступного року в Австрії відбулися вибори 13 жовтня, а у Фінляндії — 20 жовтня.

## Решта зони включення
Австрія, Швеція, Фінляндія стали членами 1 січня 1995 року, але деякі сфери співробітництва в Європейському Союзі будуть застосовуватися до деяких країн-членів ЄС пізніше. Це:
- Єврозона (див. розширення єврозони; Швеція все ще не є членом єврозони)

## Впливи
Вплив розширення 1995 року був меншим, ніж більшість, оскільки члени були заможними та вже культурно пов’язані з існуючими членами. Проте вона створила Північний блок у Раді, у якій Швеція та Фінляндія підтримали Данію в питаннях навколишнього середовища та прав людини (які також підтримала Австрія), а країни Північної Європи також закликали до членства країн Балтії. Як чисті внески до бюджету ЄС, вони також посилили голос за бюджетну реформу.
До розширення 1995 року ЄС мав десять договірних мов: данську, нідерландську, англійську, французьку, німецьку, грецьку, ірландську, італійську, португальську та іспанську. Однак через розширення 1995 року було додано дві нові офіційні мови: шведська (яка є офіційною мовою як Швеції, так і Фінляндії) та фінська.
Це розширення почало виявляти проблеми з інституційною структурою ЄС, такі як розмір Комісії (з незначними посадами, які ображають державу, яка їх отримує) та правила голосування Ради, що означає, що штати, що представляють 41% населення, можуть бути переголосовані. Це призвело до збільшення блокуючої меншості в Раді та втрати другого єврокомісара більших держав. Також розпочалося планування нових договорів про внесення змін, щоб підготувати блок до наступного розширення.
| Держави-членкині | Населення            | Площа (км²)         | ВВП (мільярд доларів США) | ВВП на душу населення (дол. США) | Мови              |
| ---------------- | -------------------- | ------------------- | ------------------------- | -------------------------------- | ----------------- |
| Австрія          | 8,206,524            | 83,871              | 145.238                   | 18,048                           | Німецька          |
| Фінляндія        | 5,261,008            | 338,145             | 80.955                    | 15,859                           | Фінська, шведська |
| Швеція           | 9,047,752            | 449,964             | 156.640                   | 17,644                           | Шведська          |
| Країни вступу    | 22,029,977           | 871,980             | 382.833                   | 17,378                           | 2 нові            |
| ЄС15 (1995)      | 372,939,379 (+6.28%) | 3,367,154 (+34.95%) | 6,277.065 (+6.50%)        | 16,831 (+0.20%)                  | 12                |
| ЄС12 (1994)      | 350,909,402          | 2,495,174           | 5,894.232                 | 16,797                           | 10                |